# Stazione di Sori
Stazione di Sori vasútállomás Olaszországban, Sori településen.

## Vasútvonalak
Az állomást az alábbi vasútvonalak érintik:
- Pisa–La Spezia–Genova-vasútvonal

## Kapcsolódó állomások
A vasútállomáshoz az alábbi állomások vannak a legközelebb:
- Sori old railway stop
- Stazione di Mulinetti